# Luana Camarah
Luana Camarah (Taubaté, 20 de março de 1988) é uma cantora, compositora e multi-instrumentista brasileira.

## Carreira
Luana iniciou sua carreira musical aos 12 anos, cantando em uma banda de bailes. Em 2009, ganhou destaque ao participar do reality show Astros exibido pelo SBT, marcando uma de suas primeiras experiências na televisão. Em 2013, Luana voltou a competir em um reality show musical, desta vez no The Voice Brasil, onde chegou às semifinais.
Sua trajetória musical continuou, e em 2015, Luana apresentou-se no festival Rock in Rio ao lado do músico Wilson Sideral.
No início de 2016, Luana participou do reality show SuperStar como vocalista da Banda Turnê. Em agosto do mesmo ano, foi anunciada como a nova vocalista da banda Malta após vencer o reality sho Malta – Faça Parte Desse Sonho, substituindo o vocalista original. O anúncio foi feito no programa Encontro, de Fátima Bernardes, da Globo, acompanhada do lançamento da música Indispensável para Mim em seu canal no YouTube.
Após uma passagem de quatro anos, Luana deixou a banda Malta em 2020 para retomar sua carreira solo. Em março de 2022, a Banda Turnê anunciou o retorno de Luana como vocalista.
Em 2023, Luana voltou a participar do The Voice Brasil, integrando o time da cantora Iza. 

## Discografia
solo
- independente - 10.000

com a Banda Turnê
- 2008 - Sigo o Sol - 33.000
- 2012 - Um Novo Caminho
- 2014 - Maquinário

com a banda Malta
- 2016 - Indestrutível
- 2019 - Álbum IV

## Prêmios e Indicações
| Ano  | Prêmio                  | Categoria      | Resultado | Ref.   |
| ---- | ----------------------- | -------------- | --------- | ------ |
| 2017 | Prêmio Jovem Brasileiro | Melhor Cantora | Indicado  | [ 12 ] |